# Officier de liaison

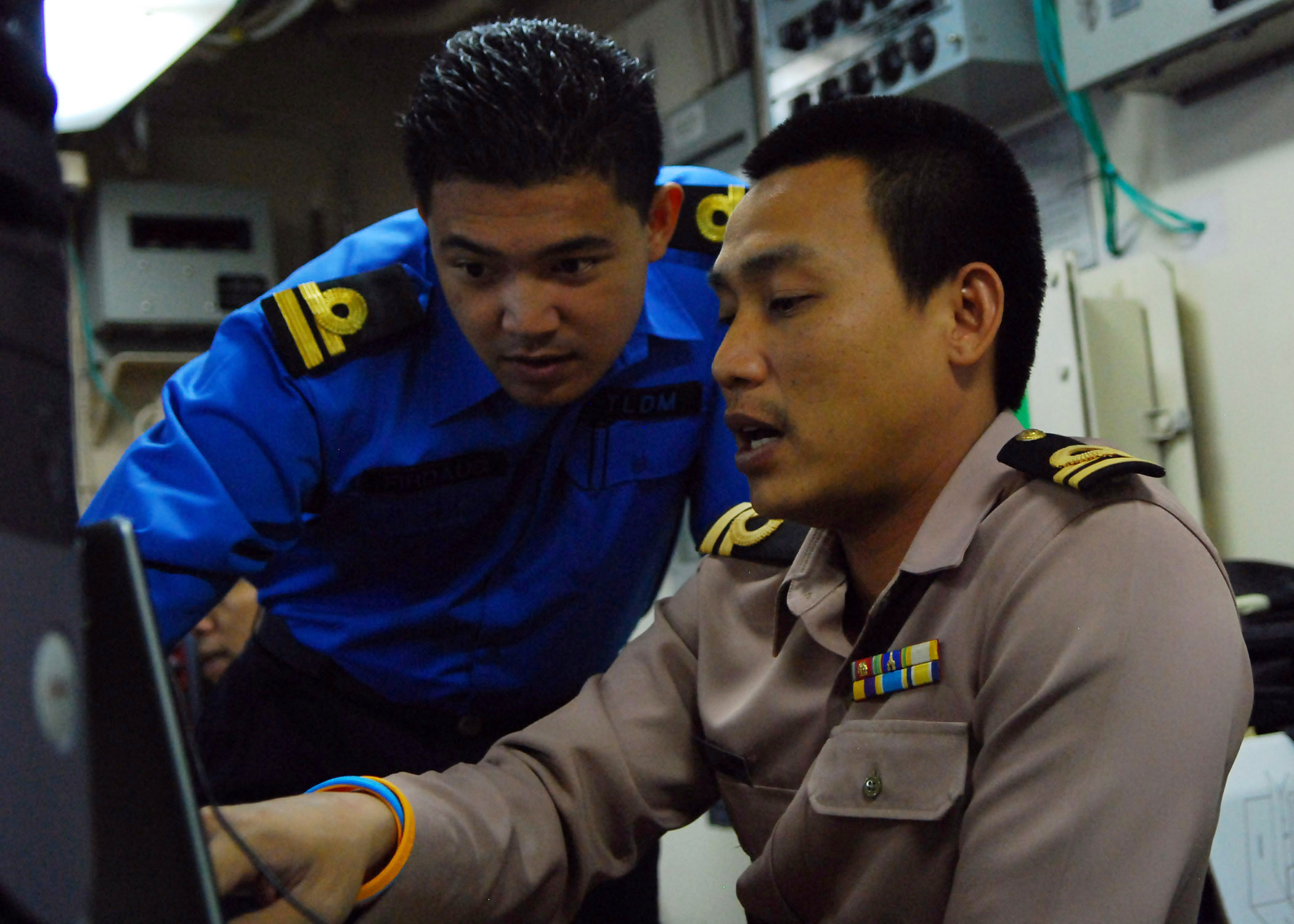
Officiers de liaison malaisien et thaïlandais, en août 2009, à bord de l’USS Harpers Ferry pendant un exercice maritime de lutte conjointe contre le terrorisme en Asie du Sud-Est.

Un officier de liaison est un militaire qui joue le rôle d’intermédiaire entre les armées de deux pays afin de faciliter la coordination de leurs activités. Il peut aussi jouer le rôle d’interprète entre des armées ennemies, notamment pour la mise au point d’accords d'armistice ou de capitulation.
La plupart du temps, les officiers de liaison sont utilisés pour coordonner les activités d’armées alliées afin d’éviter les dommages collatéraux. Ils servent également à promouvoir la compréhension mutuelle entre des armées alliées afin d’optimiser l’effort de guerre.